# Georg Ulfsparre
Georg Ulfsparre af Broxvik, född 5 november 1790 på Grimstorps herrgård i Sandhems socken, Västergötland, död 24 maj 1866 i Stockholm, var en svensk ämbetsman och memoarförfattare.

## Biografi
Efter studier i Uppsala började Ulfsparre tjänstgöra inom kansliet, där han blev protokollssekreterare 1812, förste expeditionssekreterare 1818 och kansliråd 1831. Han var tillförordnad statssekreterare vid kammarexpeditionen 1838–1840, förordnades till president i Kammarrätten 1842 och var president i Statskontoret 1851–1858. Från 1818 deltog han i riksdagsförhandlingarna, där han var mycket anlitad för utskottsarbetet. Han var ledamot av riddarhusdirektionen 1832–1838 och 1844–1854.
Georg Ulfsparre af Broxvik var son till kapten Johan Carl Ulfsparre af Broxvik och Elisabet Christina Tham, vars mor tillhörde Norrlandssläkten Grubb.